# Папирус
 Тази статия е за материала.  За шрифта вижте Папирус (шрифт).  
Папирус е материал за писане, подобен на дебела хартия, използван в античността. Може да означава и самия писмен документ, създаден върху такъв материал – най-често ръкопис.
Папирусът се изработва от едноименното растение Cyperus papyrus и първи го използват древните египтяни. Заповедите на фараоните са писани на най-качествените папируси.
В древността диворастящият папирус е разпространен в долината на Нил; в днешно време вече почти не се среща.
При приготвянето на листовете за писане стъблата на папируса се изчистват от кората и се разрязват на тънки ленти надлъжно. Получените лентички се разстилат на равна повърхност. Върху тях слагат други лентички под прав ъгъл и се затискат с преса. След изсушаването полученият лист се окършва с чук. Няколко листа се залепят в свитък, съставен от два слоя – един с хоризонтални влакна (лице), друг с вертикални (опако), които се навиват върху две дървени дръжки, прикрепени в двата края на свитъка. Страната, на която лентичките вървят хоризонтално, е лицевата (recto). Когато основният текст ставал вече ненужен, на обратната страна често са писали литературни произведения.
В Древен Египет папирусите се появяват още в додинастическата епоха, вероятно едновременно с появата на писмеността.
В Древна Гърция отначало се пишело върху животински кожи. Писането върху папирус е заимствано от Египет. Текстът се изписва с главни букви, като думите не са разделени една от друга и няма препинателни знаци. Текстът е разположен в успоредни колони по ширината на свитъка (на гръцки „томос“, на латински „волумен“) в около шестдесет колони, всяка от тридесетина реда. Четецът развива свитъка колкото е ширината на една колона, после навива първата върху дръжката, която държи с лявата ръка, и развива втората колона от свитъка, държан с дясната ръка. Боравенето със свитък е по-неудобно, отколкото с появилата се по-късно книга, и за да се намери определен пасаж, трябва да се развие цялата предходна част на свитъка. Също така не може лесно да се правят бележки, понеже свитъкът трябва да се държи с двете ръце.
В прочутата Александрийска библиотека свитъците от папирус наброявали 700 хил. Те се съхранявали върху хоризонтални рафтове, разположени в шкафове с вратички. Впоследствие папирусът е заменен от пергамента.